# Lievejärvi
Lievejärvi är en sjö i kommunen Kuhmois i landskapet Mellersta Finland i Finland. Sjön ligger 141,8 meter över havet. Arean är 1,1 kvadratkilometer och strandlinjen är 10,06 kilometer lång. Sjön  ingår i Kumo älvs huvudavrinningsområde.   Den ligger omkring 83 kilometer sydväst om Jyväskylä och omkring 160 kilometer norr om Helsingfors. 